# Cor Adoptie
Ludgero Adoptie, plus connu sous le nom de Cor Adoptie (né à Curaçao) est un joueur de football néerlandais (international Curaçaoan) qui évoluait au poste de milieu de terrain.

## Biographie

### Carrière en sélection
Avec l'équipe des Antilles néerlandaises, il figure parmi le groupe des sélectionnés pour disputer les JO de 1952.